# The World Ends with You
The World Ends with You, känd som It's a Wonderful World (すばらしきこのせかい Subarashiki Kono Sekai?) i Japan, är ett datorrollspel till Nintendos bärbara spelkonsol Nintendo DS. Spelet är utvecklat av Jupiter i samarbete med Square Enix.
En remake av spelet, under namnet The World Ends With You -Solo Remix-, släpptes till IOS den 27 augusti 2012 och Android den 26 juni 2014. Efter kompatibilitetsproblem med den IOS 8 togs spelet bort från App Store i februari 2015.

## Handling
Spelet börjar med att en pojke vid namn Neku Sakuraba vaknar upp i Shibuya, Tokyo utan att ha några minnen om hur han har hamnat där eller någonting från sitt tidigare liv. Han är ensam och inser snabbt att ingen vare sig kan se eller höra honom.
Under spelets gång får han reda på att han ofrivilligt har hamnat i ett spel som kallas "The Reapers' Game", där han tillsammans med många andra "spelare" måste tävla i en vecka om att få komma tillbaka till verkligheten. Han träffar och slår sig ihop med en ung tjej vid namn Shiki, för att besegra alla monster ("Noise") som finns i deras version av Shibuya och kunna överleva hela veckan.

## Spelupplägg
The World Ends with You är ett action-rollspel där spelaren kontrollerar Neku och hans partner genom Shibuyas gator. Varje "dag" i spelet får spelarna ett nytt uppdrag, det kan vara från att ta sig till en speciell plats till att besegra ett bestämt Noise. Till skillnad från många andra rollspel, sker striderna inte slumpartat; för att hamna i en strid, måste man skanna områden och dra till sig en symbol som föreställer ett Noise-monster via pekskärmen. Efter varje strid belönas spelaren med pengar och utrustning.
Striderna utspelar sig på spelkonsolens båda skärmar, på den övre skärmen styr man Nekus spelpartners attacker genom att använda styrkorset (alternativt bokstavskorset för vänsterhänta). På den undre skärmen styr man Neku genom att göra olika rörelser med pekpennan. Nekus attacker varierar beroende på vilka knappnålar spelaren väljer att Neku ska bära. Nya nålar kan fås genom att vinna dem i strid eller att köpa i dem affärer runtomkring i Shibuya.